# Rolando Fonseca
Rolando Fonseca Jiménez (San José, 6 de junio de 1974) es un exfutbolista costarricense. Jugaba como delantero y volante ofensivo.

## Biografía
Rolando Fonseca nació el 6 de junio de 1974 en San José, a los 9 años quedó huérfano de madre y a esa misma edad ingresa a las divisiones menores del Deportivo Saprissa. Su debut  en la Primera División de Costa Rica fue el 5 de junio de 1991 con el Deportivo Saprissa, en el Estadio Juan Gobán frente a la Asociación Deportiva Limonense. El primer gol de su carrera lo marcó el 28 de agosto de ese mismo año ante la Asociación Deportiva San Carlos, permaneció en el cuadro morado hasta 1995, en agosto ese año es pretendido por el Albacete de España, pero luego de 3 semanas de intensas negociaciones no se llegó a ningún acuerdo, por lo que Fonseca regresó al club morado para la temporada 1995-1996. En enero de 1996 fue cedido a préstamo en el Pachuca de México donde tuvo de compañero a su compatriota Hernán Medford en ese entonces el cuadro Tuzo jugaba en la Liga de Ascenso de México; el 26 de mayo de 1996 el Pachuca logra el ascenso a Primera División de México al imponerse en la final a los Gallos Blancos de Hermosillo 2-1 (marcador global 4-2). En junio de 1996 regresó al Saprissa por un mes, donde disputó la segunda fase de la Temporada 1995-96 y queda eliminado en semifinales ante su archirrival Alajuelense, en septiembre de 1996 fue fichado por el Independiente Medellín donde estaría por 4 meses. En 1997 sería cedido a préstamo con América de Cali en Colombia donde estuvo por 4 meses, en abril de 1997 Rolando planea regresar al Saprissa, pero el presidente de ese entonces Enrique Artiñano le dijo que no tenía cabida en Saprissa porque ya había un 7 y goleador como lo era el argentino Adrián Mahía;entonces con la negativa de no regresar a su casa, el jueves 17 de abril de 1997 sería cedido a préstamo por su archrrival Alajuelense por 3 meses por iniciativa del presidente manudo Mario Chacón Soto (q.d.D.G)  lo cual causó cierto malestar de un sector del saprissismo, en sus primeras declaraciones como manudo, Rolando dijo:''Es posible que los saprissistas se enojen mucho conmigo''. En julio de 1997 ficha con el Comunicaciones Fútbol Club donde se mantendría hasta 1999. 
En septiembre de 1999 Fonseca es cedido a préstamo por el club que lo dio a conocer en el fútbol Deportivo Saprissa, nuevamente en enero del 2000 regresa al Comunicaciones Fútbol Club donde juega todo el año 2000.
En enero del 2001 nuevamente regresa otros 6 meses cedido a préstamo  al Deportivo Saprissa esta vez sería contratado por una compañía llamada Vida en el Sol,  en julio del 2001 después de la Copa América 2001 que disputó con su selección, sería nuevamente cedido a préstamo pero esta vez para jugar con Reboceros de La Piedad en México , no duraría mucho allí ya que ese club entra en quiebra con solo un año de haber estado en Primera División de México, por lo cual deciden vender la franquicia, por ende Rolando decide regresar a Costa Rica a principios del 2002, para ser cedido nuevamente a préstamo por Liga Deportiva Alajuelense donde ya había militado anteriormente también en condición de cedido entre abril y julio de 1997, esto con el fin de tomar ritmo previo a la Copa Mundial de Fútbol de 2002 que disputaría su selección meses después. El domingo 24 de febrero de 2002, Rolando le anotó 2 goles a su antiguo equipo el  Deportivo Saprissa en su estadio, lo cual causó que un sector del saprissismo considerara a Rolando un fichaje de ''alta traición'' para su archirrival, debido a que en ese entonces el club morado pasaba un momento difícil económicamente y deportivamente hablando, entonces una parte de su afición no le perdonó su paso al archirrival más allá de que Rolando milito un año antes con los morados estando en extremos de quiebra, por esa razón es que algunos parciales morados lo consideran como el ''Traidor más grande'' que ha tenido el club morado. Después de la Copa Mundial de Fútbol de 2002 regresa al club dueño de su ficha el Comunicaciones Fútbol Club, en el 2003 regresa a Liga Deportiva Alajuelense donde sería firmado por 5 años, en ese periodo se mantiene 2 años hasta mediados del 2005. A mediados del 2005 volvería nuevamente al Comunicaciones pero esta vez en condición de préstamo, sus cortas o largas estancias en el club guatemalteco y los goles significativos que hizo en ese club, hicieron que se ganara el cariño de la afición crema, tanto así que es considerado como un ídolo del club crema. En el 2006 regresa a Alajuelense donde se mantiene hasta mediados del 2007 cuando es fichado por el Municipal Liberia
Rolando Fonseca es junto con Juan Carlos Plata, el único jugador centroamericano en haber alcanzado la cifra de 300 goles en su carrera profesional con equipos costarricenses, extranjeros y con la selección nacional. Lo logró precisamente al minuto 25 del partido que su equipo, la Liga Deportiva Alajuelense ganó el 4 de marzo de 2007, ante el Club Sport Cartaginés (1-0).
En 2007 llegó al Municipal Liberia cuando se le hizo la oferta de que sería jugador y accionista del club. Luego se retiraría del club por diferencias con la administración y alegando que era un mal paso. En la Primera División de Costa Rica ha jugado con cuatro equipos: Deportivo Saprissa en el que sumó 134 juegos, Liga Deportiva Alajuelense con 148 apariciones, Liberia Mía y AD Carmelita equipos donde se desempeñó durante cortos períodos.
En enero de 2008 regresó a Guatemala para jugar con el Comunicaciones dónde ya había militado anteriormente en varias campañas.
En Guatemala logró jugar 182 encuentros donde es el segundo mejor goleador de todos los tiempos con 105 goles, en Colombia 34, en México 39 y con la Selección nacional 52 goles en partidos oficiales y amistosos.
El 19 de diciembre del 2010, Fonseca lograría otro título con Comunicaciones marcando un doblete en la final contra su archirrival Municipal, con un gol de tiro libre al minuto 9 y otro golazo de chilena al minuto 85 que le dio esperanzas a Comunicaciones de lograr su título 23.
El encuentro se definió en la tanda de penales después de empatar 3-3 en el marcador global (1-1 en la ida y 2-2 en la vuelta) donde la figura fue el arquero Juan José Paredes logrando así el título 23 en la historia de Comunicaciones.
Pocos días después de lograr el título, la directiva del Comunicaciones decidió rescindir el contrato del máximo goleador en la historia de Comunicaciones. Luego de esto el delantero costarricense anunció su retiro del fútbol profesional, su regreso a Costa Rica para iniciar la carrera como futbolista de su hijo Daniel; y comentó que en un futuro le interesaría convertirse en entrenador, pero por ahora se dedicara a actividades personales.
El día 20 de agosto del 2012 circula en los medios que nuevamente vuelve al fútbol con la Asociación Deportiva Carmelita. Pero el 24 de septiembre de 2012 quedó fuera del equipo debido a que no entrena y tiene muy poco tiempo para el equipo. Fonseca sólo llegó a jugar 3 partidos con los carmelos y en todos ingresó de cambio y no anotó.
El 17 de mayo de 2013 compareció ante el Ministerio Público como parte de una investigación sobre el uso de un avión de la empresa THX realizado por la presidenta Laura Chinchilla para viajar a Perú. Fonseca figura como el único representante de la compañía.

## Selección nacional
Fue convocado para jugar la Copa Mundial de Fútbol Sala de 2000 disputada en Guatemala.
Disputó la Copa de Naciones UNCAF en El Salvador, torneo en el que alcanzó la cifra de 100 partidos disputados con la camiseta nacional, cuando su selección se enfrentó al equipo local. En él, anotó el segundo gol de la victoria de la selección de fútbol de Costa Rica (2-0). Este gol lo convierte en el máximo goleador histórico de la selección de Costa Rica con 46 goles en ese momento, y en el goleador histórico de dicho torneo con 19 goles. Además de disputar 5 procesos eliminatorios a copas mundiales de fútbol (1994-2010).
En 2007 se consolidó como máximo artillero de la selección nacional y jugando contra Chile logró anotar de chilena el gol número 1000 en la historia de la selección de Costa Rica, su mayor alegría.

### Participaciones en Copas del Mundo
| Mundial                        | Sede                  | Resultado    |
| ------------------------------ | --------------------- | ------------ |
| Copa Mundial de Fútbol de 2002 | Corea del Sur y Japón | Primera fase |

### Participaciones en copas internacionales
| Copa              | Sede                    | Resultado        |
| ----------------- | ----------------------- | ---------------- |
| Copa América 1997 | Bolivia                 | Primera fase     |
| Copa América 2001 | Colombia                | Cuartos de final |
| Copa de Oro 2003  | Estados Unidos / México | Cuarto lugar     |
| Copa de Oro 2007  | Estados Unidos          | Cuartos de final |

#### Participaciones en clasificatorias a Copas del Mundo
| Eliminatoria                     | Sede                  |
| -------------------------------- | --------------------- |
| Eliminatorias Corea y Japón 2002 | Corea del Sur y Japón |
| Eliminatorias Alemania 2006      | Alemania              |
| Eliminatorias Sudáfrica 2010     | Sudáfrica             |

## Clubes
| Club                   | País       | Año       |
| ---------------------- | ---------- | --------- |
| Deportivo Saprissa     | Costa Rica | 1991-1996 |
| Pachuca FC             | México     | 1996      |
| Independiente Medellín | Colombia   | 1996      |
| América de Cali        | Colombia   | 1997      |
| L.D Alajuelense        | Costa Rica | 1997      |
| Comunicaciones         | Guatemala  | 1997-1999 |
| Deportivo Saprissa     | Costa Rica | 1999      |
| Comunicaciones         | Guatemala  | 2000      |
| Deportivo Saprissa     | Costa Rica | 2001      |
| Reboceros de La Piedad | México     | 2001      |
| L.D Alajuelense        | Costa Rica | 2002      |
| Comunicaciones         | Guatemala  | 2002      |
| L.D Alajuelense        | Costa Rica | 2003-2005 |
| Comunicaciones         | Guatemala  | 2005      |
| L.D Alajuelense        | Costa Rica | 2006-2007 |
| Municipal Liberia      | Costa Rica | 2007      |
| Comunicaciones         | Guatemala  | 2008-2011 |
| A.D Carmelita          | Costa Rica | 2012      |

### Goles internacionales
| Gol | Fecha                   | Lugar               | Oponente          | Resultado | Competición                                                      |
| --- | ----------------------- | ------------------- | ----------------- | --------- | ---------------------------------------------------------------- |
| 2   | 9 de marzo de 1993      | San José            | Panamá            | 2 - 0     | Copa Uncaf 1993                                                  |
| 3   | 31 de marzo de 1993     | Medellín            | Colombia          | 1 - 4     | Amistoso                                                         |
| 4   | 1 de diciembre de 1995  | San Salvador        | Belice            | 2 - 1     | Copa Uncaf 1995                                                  |
| 5   | 7 de diciembre de 1995  | San Salvador        | Honduras          | 1 - 1     | Copa Uncaf 1995                                                  |
| 6   | 10 de diciembre de 1995 | San Salvador        | El Salvador       | 1 - 2     | Copa Uncaf 1995                                                  |
| 7   | 23 de abril de 1997     | Ciudad de Guatemala | Honduras          | 4 - 0     | Copa Uncaf 1997                                                  |
| 8   | 23 de abril de 1997     | Ciudad de Guatemala | Honduras          | 4 - 0     | Copa Uncaf 1997                                                  |
| 9   | 23 de abril de 1997     | Ciudad de Guatemala | Honduras          | 4 - 0     | Copa Uncaf 1997                                                  |
| 10  | 27 de abril de 1997     | Ciudad de Guatemala | Guatemala         | 1 - 1     | Copa Uncaf 1997                                                  |
| 11  | 24 de febrero de 1999   | San José            | Jamaica           | 9 - 0     | Amistoso                                                         |
| 12  | 24 de febrero de 1999   | San José            | Jamaica           | 9 - 0     | Amistoso                                                         |
| 13  | 17 de marzo de 1999     | San José            | Belice            | 7 - 0     | Copa Uncaf 1999                                                  |
| 14  | 17 de marzo de 1999     | San José            | Belice            | 7 - 0     | Copa Uncaf 1999                                                  |
| 15  | 24 de marzo de 1999     | San José            | Guatemala         | 1 - 0     | Copa Uncaf 1999                                                  |
| 16  | 26 de marzo de 1999     | San José            | Honduras          | 1 - 2     | Copa Uncaf 1999                                                  |
| 17  | 28 de marzo de 1999     | San José            | El Salvador       | 4 - 0     | Copa Uncaf 1999                                                  |
| 18  | 18 de agosto de 1999    | Montevideo          | Uruguay           | 4 - 5     | Amistoso                                                         |
| 19  | 1 de julio de 2000      | San José            | Panamá            | 5 - 1     | Amistoso                                                         |
| 20  | 1 de julio de 2000      | San José            | Panamá            | 5 - 1     | Amistoso                                                         |
| 21  | 1 de julio de 2000      | San José            | Panamá            | 5 - 1     | Amistoso                                                         |
| 22  | 23 de julio de 2000     | San José            | Estados Unidos    | 2 - 1     | Clasificación de Concacaf para la Copa Mundial de Fútbol de 2002 |
| 23  | 3 de septiembre de 2000 | San José            | Barbados          | 3 - 0     | Clasificación de Concacaf para la Copa Mundial de Fútbol de 2002 |
| 24  | 15 de octubre de 2000   | Mazatenango         | Guatemala         | 1 - 2     | Clasificación de Concacaf para la Copa Mundial de Fútbol de 2002 |
| 25  | 6 de enero de 2001      | Miami               | Guatemala         | 5 - 2     | Clasificación de Concacaf para la Copa Mundial de Fútbol de 2002 |
| 26  | 6 de enero de 2001      | Miami               | Guatemala         | 5 - 2     | Clasificación de Concacaf para la Copa Mundial de Fútbol de 2002 |
| 27  | 28 de febrero de 2001   | San José            | Honduras          | 2 - 2     | Clasificación de Concacaf para la Copa Mundial de Fútbol de 2002 |
| 28  | 19 de abril de 2001     | Alajuela            | Venezuela         | 2 - 2     | Amistoso                                                         |
| 29  | 23 de mayo de 2001      | San Pedro Sula      | Belice            | 4 - 0     | Copa Uncaf 2001                                                  |
| 30  | 23 de mayo de 2001      | San Pedro Sula      | Belice            | 4 - 0     | Copa Uncaf 2001                                                  |
| 31  | 23 de mayo de 2001      | San Pedro Sula      | Belice            | 4 - 0     | Copa Uncaf 2001                                                  |
| 32  | 16 de junio de 2001     | México DF           | México            | 2 - 1     | Clasificación de Concacaf para la Copa Mundial de Fútbol de 2002 |
| 33  | 1 de julio de 2001      | Tegucigalpa         | Honduras          | 3 - 2     | Clasificación de Concacaf para la Copa Mundial de Fútbol de 2002 |
| 34  | 19 de julio de 2001     | Medellín            | Bolivia           | 4 - 0     | Copa América 2001                                                |
| 35  | 5 de septiembre de 2001 | San José            | Estados Unidos    | 2 - 0     | Clasificación de Concacaf para la Copa Mundial de Fútbol de 2002 |
| 36  | 5 de septiembre de 2001 | San José            | Estados Unidos    | 2 - 0     | Clasificación de Concacaf para la Copa Mundial de Fútbol de 2002 |
| 37  | 18 de enero de 2002     | Miami               | Martinica         | 2 - 0     | Copa de Oro de la Concacaf 2002                                  |
| 38  | 20 de enero de 2002     | Miami               | Trinidad y Tobago | 1 - 1     | Copa de Oro de la Concacaf 2002                                  |
| 39  | 8 de junio de 2003      | San José            | Chile             | 1 - 0     | Amistoso                                                         |
| 40  | 26 de julio de 2003     | Miami               | Estados Unidos    | 2 - 3     | Copa de Oro de la Concacaf 2003                                  |
| 41  | 26 de julio de 2003     | Miami               | Estados Unidos    | 2 - 3     | Copa de Oro de la Concacaf 2003                                  |
| 42  | 9 de octubre de 2004    | San José            | Guatemala         | 5 - 0     | Eliminatoria Copa Mundial 2006                                   |
| 43  | 4 de febrero de 2007    | Alajuela            | Trinidad y Tobago | 4 - 0     | Amistoso                                                         |
| 44  | 4 de febrero de 2007    | Alajuela            | Trinidad y Tobago | 4 - 0     | Amistoso                                                         |
| 45  | 9 de febrero de 2007    | San Salvador        | Honduras          | 3 - 1     | Copa Uncaf 2007                                                  |
| 46  | 16 de febrero de 2007   | San Salvador        | El Salvador       | 2 - 0     | Copa Uncaf 2007                                                  |
| 47  | 28 de marzo de 2007     | Talca               | Chile             | 1 - 1     | Amistoso                                                         |

## Palmarés
Campeonatos oficiales conseguidos por Rolando Fonseca.

### Títulos nacionales
| Título                         | Equipo             | País       | Año  |
| ------------------------------ | ------------------ | ---------- | ---- |
| Primera División de Costa Rica | Deportivo Saprissa | Costa Rica | 1994 |
| Primera División de Costa Rica | Deportivo Saprissa | Costa Rica | 1995 |
| Primera A                      | C.F Pachuca        | México     | 1996 |
| Primera División de Colombia   | América de Cali    | Colombia   | 1997 |
| Primera División de Costa Rica | L.D Alajuelense    | Costa Rica | 1997 |
| Liga Nacional de Guatemala     | C.D Comunicaciones | Guatemala  | 1998 |
| Liga Nacional de Guatemala     | C.D Comunicaciones | Guatemala  | 1999 |
| Liga Nacional de Guatemala     | C.D Comunicaciones | Guatemala  | 2002 |
| Primera División de Costa Rica | L.D Alajuelense    | Costa Rica | 2002 |
| Primera División de Costa Rica | L.D Alajuelense    | Costa Rica | 2003 |
| Primera División de Costa Rica | L.D Alajuelense    | Costa Rica | 2005 |
| Liga Nacional de Guatemala     | C.D Comunicaciones | Guatemala  | 2008 |
| Liga Nacional de Guatemala     | C.D Comunicaciones | Guatemala  | 2010 |

### Títulos internacionales
| Título                        | Equipo                  | País                                    | Año  |
| ----------------------------- | ----------------------- | --------------------------------------- | ---- |
| Copa de Campeones de Concacaf | Deportivo Saprissa      | Norteamérica, Centroamérica y el Caribe | 1993 |
| Copa de Campeones de Concacaf | Deportivo Saprissa      | Norteamérica, Centroamérica y el Caribe | 1995 |
| Copa Centroamericana          | Selección de Costa Rica | Guatemala                               | 1997 |
| Copa Centroamericana          | Selección de Costa Rica | Costa Rica                              | 1999 |
| Copa Centroamericana          | Selección de Costa Rica | Panamá                                  | 2003 |
| Copa de Campeones de Concacaf | L.D Alajuelense         | Norteamérica, Centroamérica y el Caribe | 2004 |
| Copa Centroamericana          | Selección de Costa Rica | El Salvador                             | 2007 |

### Resumen estadístico
| Equipos              | Partidos | Goles | Promedio |
| -------------------- | -------- | ----- | -------- |
| Clubes Costa Rica    | 208      | 159   | 0.76     |
| Clubes Guatemala     | 159      | 126   | 0.79     |
| Clubes México        | 39       | 14    | 0.35     |
| Clubes Colombia      | 34       | 7     | 0.20     |
| Selección Costa Rica | 113      | 46    | 0.41     |
| Total carrera        | 553      | 348   | 0.63     |